# 蒯纪闻
蒯纪闻（2006年2月28日－），中国职业足球运动员，司职中场，2025年時效力于中国足球超级联赛球队上海海港。 

## 生平
蒯纪闻生于盐城，一開始足球只是他的业余爱好，足球特长只是作為普通高等学校招生全国统一考试的加分項。 2019年，他未能获得参加上海校园足球夏令营的资格，後來在成耀东的推荐下，蒯纪闻來到根宝足球基地训练。 2021年，蒯纪闻加盟上海海港青训營。 2025年進入上海海港成年隊參加2025年中超的比賽。

## 國家隊
2023年，蒯纪闻首次代表中国U-17国家男子足球队出场，随后又代表中国U-20国家男子足球队参加2025年亞足聯U-20亞洲盃的比賽。 2025年6月30日，蒯纪闻首次入選中国国家男子足球队。